# Nykro (Sydslesvig)
Nykro (dansk) eller Neukrug (tysk) er en bebyggelse beliggende ved vejen mellem Flensborg og Kappel syd for Masbøl i det nordvestlige Angel i Sydslesvig. Administrativt hører stedet under Hyrup Kommune, i Slesvig-Flensborg kreds i den nordtyske delstat Slesvig-Holsten. Tidligere hørte den nordlige del af Nykro (nord for landevejen) under den i 2023 nedlagte kommune Masbøl. Også i kirkelig henseende ligger Nykro på grænsen mellem Rylskov og Hyrup Sogn, idet Nykros sydlige del hører under Hyrup. Begge sogne lå i Husby Herred (Flensborg Amt, Sønderjylland), da området tilhørte Danmark. Umiddelbart øst for Nykro ligger landsbyen Herregårdled (også Hørgaardled, ty. Herregaardlei). Syd for stedet ligger landsbyen Veseby.  
Stednavnet er første gang dokumenteret 1783 som Nye Kro. Navnet findes også på generalstabens kort fra 1858. Navnet henføres til en landevejs-kro fra 1751, som stadig findes.